# パテルノ・カーラブロ
パテルノ・カーラブロ（イタリア語: Paterno Calabro）は、イタリア共和国カラブリア州コゼンツァ県にある、人口約1,400人の基礎自治体（コムーネ）。

## 地理

### 位置・広がり

#### 隣接コムーネ
隣接するコムーネは以下の通り。
- ベルシート
- コゼンツァ
- ディピニャーノ
- ドマーニコ
- フィリーネ・ヴェリアトゥーロ
- マリート
- マンゴーネ
- マルツィ
- ピアーネ・クラーティ
- サント・ステーファノ・ディ・ロリアーノ